# Emile Hardy
Emile Hardy (Haulchin, 19 februari 1829 - Quaregnon, 13 augustus 1902) was een Belgisch industrieel, bestuurder en politicus voor de Liberale Partij.

## Levensloop
Hij was een zoon van de landbouwer Dominique Hardy en van Florentine Deghislage. Hij trouwde met Valérie Plumat.
Hij promoveerde in 1852 tot mijningenieur aan de École provinciale des mines du Hainaut in Bergen. Dit opende hem de weg voor een industriële carrière, zo was hij directeur van de 'Charbonnages de Jolimet et Roinge' te Pâturages, ingenieur bij de 'Charbonnages du Nord de Charleroi' te Roux, directeur-bestuurder van de 'Charbonnages Belges' te Frameries en directeur en regisseur van de 'Charbonnage de Belle et Bonne' te Quaregnon. Daarnaast was hij bestuurder van de 'Compagnie des Laminoirs du Borinage', de 'Verreries de Jemappes' en van de 'Eclairage du Bassin Houiller' te Bergen. In 1895 werd hij aangesteld als eerste voorzitter van het Comité Central du Travail Industriel (CCTI). Hij werd in deze hoedanigheid opgevolgd door Adolphe Greiner in 1902.
Op politiek vlak werd hij van 1863 tot 1901 eerst gemeenteraadslid te Quaregnon en te Jemappes, en vervolgens alternerend gemeenteraadslid en schepen te Quaregnon. Daarnaast was hij van 1866 tot 1881 provincieraadslid van de provincie Henegouwen en in 1881 werd hij volksvertegenwoordiger voor het arrondissement Bergen. Hij vervulde dit mandaat tot in 1892.